# Baron Kensington
Baronowie Kensington 1. kreacji (parostwo Irlandii)
- 1776–1801: William Edwardes, 1. baron Kensington
- 1801–1852: William Edwardes, 2. baron Kensington
- 1852–1872: William Edwardes, 3. baron Kensington
- 1872–1896: William Edwardes, 4. baron Kensington
- 1896–1900: William Edwardes, 5. baron Kensington
- 1900–1938: Hugh Edwardes, 6. baron Kensington
- 1938–1981: William Edwardes, 7. baron Kensington
- 1981 -: Hugh Ivor Edwardes, 8. baron Kensington

Najstarszy syn 8. barona Kensington: William Owen Alexander Edwardes